# Vjekoslav Vrančić
Vjekoslav Vrančić (Ljubuški, 25. ožujka 1904. — Buenos Aires, 25. rujna 1990.), hrvatski političar, ekonomist, emigrant i pisac.
Nakon dolaska u Južnu Ameriku 1929. god. imenovan je na čelo Iseljeničkog izaslanstva u Buenos Airesu (tijelo za pomoć iseljenicima, koju su uglavnom dolazili iz Hrvatske, i koje je djelovalo kao nasljednik upravne organizacije koja je u Trojedinoj Kraljevini Hrvatskoj, Slavoniji i Dalmaciji bila uspostavljena za vrijeme Austro-Ugarske), podređenog jugoslavenskom Ministarstvu socijalne poslove; tu dužnost je obnašao do 1931. godine.
Član HSS a kasnije i ustaškog pokreta, u Nezavisnoj Državi Hrvatskoj obnašao je razne dužnosti, također i ministarsku.

## Životopis

### Djetinstvo, školovanje i odlazak u Južnu Ameriku
Vjekoslav Vrančić pučku je školu započeo u Gacku a završio u Mostaru. Tamo su se Vrančići preselili 1916. nakon očeve smrti. Nižu trgovačku školu završio je u Mostaru, a trgovačku akademiju 1924. u Sarajevu. Od 1925. vrši dužnost glavnog knjigovođe Okružnog ureda za osiguranje radnika u Mostaru. Već nekoliko dana nakon što je bio postavljen na spomenutu dužnost, preuzima i upravu ureda, bilo kao ravnatelj ili njegov zamjenik. U to doba je počeo djelovati i u politici i kulturi. U Mostaru je član svih hrvatskih društva, izvršni je član nekoliko njih, a odbornik je u Mjesnom Odboru HSS-a, Hrvatskom pjevačkom društvu Hrvoje, Hrvatskom sokolu i Hrvatskom športskom klubu Zrinjski. Službu u upravi Okružnog ureda za osiguranje radnika u Mostaru obnaša sve do 1929., kada daje ostavku te se seli u Urugvaj, Južna Amerika. Nakon dolaska u Montevideo postaje činovnik poduzeća Swift & Co, no već 1930. postaje iseljenički izaslanik Ministarstva socijalne politike i narodnog zdravlja za područje Južne Amerike. Prihvaćajući tu dužnost, Vjekoslav Vrančić se seli u Buenos Aires. Tamo je za hrvatsko iseljeništvo od iznimnog značaja jer je zaslužan za poboljšanje njihovog položaja u Južnoj Americi. U to doba je Južna Amerika proživljavala teško razdoblje gospodarske krize, Vrančićeva je zadaća pomoći Hrvatima pri zapošljavanju, a onima koji više nisu mogli podnijeti tešku situaciju, osigurati besplatan povratak u domovinu. Tako je za vrijeme svoje službe iz cijele Južne Amerike odpremio preko 4000 iznemoglih iseljenika u domovinu. Za vrijeme boravka u Buenos Airesu uspostavlja i prve veze s Antom Pavelićem, koji se tada nalazi u Italiji. Surađuje s raznim hrvatskim domoljubima, među njima je i Ivo Colussi (Izdavač povremenika Croacia). Na Vrančićev prijedlog, Ante Pavelić je u Argentinu poslao Branka Jelića, s ciljem organiziranja hrvatskih organizacija u Južnoj Americi. Kao rezultat toga, 1930. je osnovana organizacija Hrvatski Domobran u Buenos Airesu. Vrančić u Buenos Airesu djeluje sve do polovice 1931. godine.

### Povratak u Europu i uspostava NDH
Godine 1931. Vrančić se vraća na kraće vrijeme u Zagreb, da bi se zatim preselio u Beč, gdje nastavlja studij na Hochschule für Welthandel. U Beču upoznaje razne prvake i suradnike ustaškoga pokreta (Ivo Perčević, Stevo Duić, ...). Diplomirao je 1934., a doktorirao 1936., zatim se vratio u Domovinu, gdje je bio uhićen, preslušan, pa pušten na slobodu. Zapošljava se kao zastupnik njemačkog kemijskog koncerna I. G. Farbenidustrie. Na tom mjestu ga je zateklo i proglašenje NDH. Mladen Lorković, kojeg je upoznao već u emigraciji, tada ga poziva na suradnju, te mu daje zadatak organizacije Ministarstva vanjskih poslova. Vrančić prihvaća svoj zadatak, preuzima funkciju šefa protokola MVP NDH, jedan je od ključnih ljudi koji su zaslužni za stvaranje MVP, koje je doslovce započelo od nule. MVP ništa nije preuzelo od bivše države, jer su se vanjski poslovi isključivo vodili iz Beograda. O tome svjedoči i Mladen Lorković, kada se u veljači 1942. obraća Hrvatskom državnom saboru:
"... ako se sjetimo, da je prije nepunih 10 mjeseci cijelo Ministarstvo vanjskih poslova imalo jedan posuđeni pisaći stroj na kome sam sam pisao prve brzojave, u kojima je najavljeno savezničkim velevlastima proglašenje naše nezavisnosti, pa ako to stanje usporedim sa sadašnjim, u kome imademo Ministarstvo vanjskih poslova u Zagrebu s pet odjela, dvadesetak odsjeka i podosjeka, te osam poslanstva i osam konzulata, odnosno generalnih konzulata, to moram reći, da je napredak takav, da ga se ne moramo stidjeti. Naša država imade danas poslanstvo u Rimu, Berlinu, Bratislavi, Budimpešti, Bukureštu, Sofiji, Madridu i u Helsinkiju, a generalne konzulate u Zadru, Milanu, Beču i Pragu, te konzulate u Münchenu, Grazu, na Rijeci, i u Ljubljani, te konačno konzularne ispostave u Marburgu, Beogradu i Firenci. U Zagrebu je sedam prijateljskih nacija zastupano po svojim poslanicima..."
Mjeseca srpnja 1941. Vrančić je imenovan i zamjenikom ministra vanjskih poslova. Kasnije postaje Pomoćnik Poglavnika u Vladi NDH, potom ministar za obrt, veleobrt i trgovinu.
U svibnju 1945. god. dobija zadatak da kao izaslanik Vlade NDH, u pratnji mornaričkog kapetana Andre Vrkljana, prenese savezničkom zapovjedniku za Sredozemlje feldmaršalu Haroldu Alexanderu - koji je ima zapovjedništvo u Caserti - vladin Memorandum (sastavljen 3. i 4. svibnja 1945.) u kojemu se predlaže predaja vojske i političkih bjegunaca iz NDH, kojima bi saveznici pružili zaštitu. U predaji memoranduma ne uspijeva (Englezima je Memorandum doduše bio već dostavljen putem britanskih zrakoplovaca koji su otpušteni iz zarobljeništva NDH), već završava u engleskim zarobljeničkim logorima u Italiji.

### Slom NDH i povratak u Južnu Ameriku
Nakon dolaska u Argentinu, bio je jednim od suosnivača HOP-a. Kada je Ante Pavelić 1951. osnovao Vladu NDH u izbjeglištvu, Vrančić je imenovan njenim potpredsjednikom. Vrančić je umro 1990., ne dočekavši ponovno osamostaljenje Hrvatske od SFR Jugoslavije.

## Djela
U Argentini je napisao nekoliko biografskih knjiga: U službi domovine, S bielom zastavom preko Alpa te svoje najopširnije i najznačajnije djelo Branili smo državu.